# آثار علوی
آثار عُلوی کتابی از ارسطو است.

## ترجمهٔ فارسی
این کتاب با ترجمهٔ اسماعیل سعادت در سال ۱۳۸۸ منتشر و در مراسم کتاب فصل جمهوری اسلامی ایران به‌عنوان کتاب برگزیده معرفی شد.